# Jacques-Pierre de Taffanel de La Jonquière

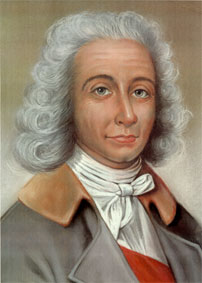
Jacques-Pierre de Taffanel de La Jonquière

Jacques-Pierre de Taffanel de La Jonquière (* 18. April 1685 auf Château Lasgraïsses bei Albi; † 17. März 1752 in Québec) war ein französischer Marineoffizier und zuletzt Generalgouverneur von Neufrankreich (Kanada).

## Karriere in der Flotte
Er wurde im Schloss seiner Familie in der Nähe von Albi geboren. Er trat 1697 in die französische Kriegsflotte ein und war in den folgenden Jahren an Einsätzen nach Konstantinopel und Cádiz beteiligt. Im Jahr 1702 hatte er sich in der Adria ausgezeichnet. La Jonquière wurde im Jahr 1703 zum Unterleutnant befördert. Als stellvertretender Kommandant des Schiffes Galatée war er an einem Gefecht mit zwei niederländischen Freibeutern beteiligt. Dabei wurde der Kapitän seines Schiffes getötet und ein Schiff aufgebracht. Ein Jahr später nahm er am Krieg gegen protestantischen Kamisarden in den Cevennen teil. Danach diente er auf dem Schiff Fendant, das an der Belagerung von Barcelona während des spanischen Erbfolgekrieges beteiligt war.
Er bekam das Kommando über ein kleines Schiff. Er wurde 1706 vor Alicante gefangen genommen und 1707 ausgetauscht. Danach wurde er Kommandant der Galatée. In den folgenden Jahren war er im Mittelmeer stationiert. Im Jahr 1710 segelte er nach Spitzbergen. Im Jahr 1711 wurde er zum Ersten Leutnant auf der Achille ernannt. Als solcher war er an der Besetzung von Rio de Janeiro beteiligt. Im Jahr 1712 wurde er Kommandant eines Branders. Ein Jahr später kommandierte er die Baron de la Fauche. Mit dieser segelte er nach Louisiana und nahm an der Verteidigung von Pensacola teil. Zwischen 1715 und 1719 unternahm er eine lange Reise entlang der Westküste von Spanisch-Amerika. Bei seiner Rückkehr nach Frankreich wurde er zum Lieutnantcommander (Korvettenkapitän) ernannt.
In den folgenden sechs Jahren übernahm er Aufgaben im Landdienst in Brest. La Jonquière bekam 1727 das Kommando über die Fregatte Thétis. Zusammen mit einem anderen Schiff segelte er nach Westindien. In der folgenden Zeit bekämpfte er dort Piraten und Schmuggler. Im Jahr 1731 wurde La Jonquière zum Kapitän ernannt. Er erhielt das Kommando über die Rubis und den Auftrag einen Konvoi nach Kanada zu eskortieren. Im folgenden Jahr war er stellvertretender Kommandant der Éole. Diese war als Teil einer Flotte vor Nordafrika eingesetzt.
Er übernahm 1735 das Kommando über die Ferme und 1738 übernahm er die Éole mit der er nach Quebec segelte. Als 1739 der War of Jenkins’ Ear ausbrach, wurde eine französische Flotte nach Westindien entsandt. La Jonquière war Flaggkapitän auf der Dauphin Royal. Im Jahr 1741 wurde er Inspekteur der Compagnies Franches de la Marine in Rochefort. Im Jahr 1744 war er Flaggkapitän auf der Terrible. Mit dieser war er an der Schlacht von Toulon im selben Jahr beteiligt. Später eskortierte er Schiffe in einem Konvoi nach Malta.
La Jonquière wurde 1746 zum Chef d’escadre (Konteradmiral) und Generalgouverneur von Neufrankreich ernannt. Auf dem Weg dahin nahm er an der katastrophalen Expedition unter Jean-Baptiste Louis Frédéric de La Rochefoucauld de Roye zur Rückeroberung von Akadien teil. Danach führte er den Rest der Flotte zurück nach Frankreich. Daher war er zunächst nicht in der Lage, seinen Posten in Quebec anzutreten.
Im Jahr 1747 kommandierte er einen Konvoi nach Quebec. Er stach am 10. Mai mit einem Geschwader von Kriegsschiffen und zahlreichen Transportschiffen von der Île d’Aix aus in See und vereinigte sich mit einem weiteren Konvoi. Er stieß am 14. Mai beim Kap Finisterre auf eine überlegene britische Flotte unter George Anson. Die französische Flotte wurde besiegt und alle Kriegsschiffe von den Briten weggenommen. La Jonquière wurde bei der Schlacht verwundet und geriet in Kriegsgefangenschaft.

## Generalgouverneur von Neufrankreich
Nach dem Frieden von Aachen im Jahr 1748 kam er frei. Als Gouverneur traf er 1749 in Quebec ein. Er orientierte sich insbesondere in der Indianerpolitik am Vorgehen seines Vorgängers Rolland-Michel Barrin. Trotz des Friedens kam es immer wieder zu Konflikten mit den Briten. Hauptsächlich versuchte er Kanada auf den nächsten größeren Konflikt militärisch vorzubereiten. Die Truppen wurden verstärkt. Er ließ die Forts an den Großen Seen, an der Grenze zu Arkadia und anderswo verstärken. Im Jahr 1750 wurde Fort Rouillé, heute im Stadtgebiet von Toronto, gegründet. Fort Beauséjour und Fort Beauharnois wurden im selben Jahr errichtet. Das letztere wurde später nach ihm benannt. Ein weiteres nach ihm benanntes Fort La Jonquière wurde 1751 gegründet. Auch Quebec wurde stärker befestigt. Die Niederlassung in Detroit wurde verstärkt und es wurden Privilegien für Neusiedler gewährt. Ihm gelang es aber nicht, die indianischen Stämme effektiv für den Konflikt mit den Briten einzusetzen. Wenig erfolgreich war er gegenüber den Briten im Bereich des Ohiogebiets. Auf seine Zeit geht der Schiffbau in Quebec zurück. Nicht gelungen war die Einrichtung einer Druckerei. Zuletzt verstrickte er sich in den illegalen Pelzhandel, was zu Beschwerden der privilegierten Händler an den Hof in Versailles führte. Zu einem Prozess kam es nicht mehr, da er zuvor verstarb. Er ist in der Kathedrale Notre-Dame de Québec bestattet.